# Misha Collins
Misha Dmitri Tippens Krushnic (* 20. srpna 1974 Boston, Massachusetts) je americký herec. Jeho matka se na vysoké škole vydala do Ruska a měla zde přítele Mishu, odtud pochází hercovo jméno. Misha chodil na Chicagskou univerzitu, kde studoval sociální politiku. Má bratra Sashu, dvě sestry Elizabeth a Danielle, a hlavním poznávacím znakem jsou výrazně modré oči.
Na svém hereckém kontě už má řadu zajímavých rolí. Za zmínku určitě patří seriál 24 hodin a první série tohoto seriálu, ve které si Misha zahrál jednoho z hlavních záporáků, Alexise Drazena. Co se týče dalších seriálů, tak si například zahrál i v Čarodějky. Dalším seriálem, kde jsme mohli Mishu vidět, je americký seriál Lovci duchů, kde hrál anděla Castiela. Na tuto roli se musel pečlivě připravovat. Nejnovějším projektem je seriál Roadfood, ve kterém se vydává napříč Amerikou a poznává a ochutnává různá typická jídla.
Ovšem seriály nejsou všechno. Misha se pomalu ale jistě začíná prosazovat i ve filmu. V roce 2006 byl natočen film s názvem Bestie Karla, kde si zahrál jednu z ústředních postav, Paula Bernarda. Na větší úspěchy na stříbrném plátně ještě čeká.
Kromě světa filmu se věnuje i jiným věcem. Jako je například psaní básniček. Několik jeho básní už bylo i publikováno. Angažoval se také v politice. Pracoval jako asistent v Bílém domě. Ale v roce 2002 odešel a začal se věnovat herectví. Collins se táke v roce 2001 v Maine oženil s Victorií Vantochovou. Mají syna narozeného v roce 2010 a dceru narozenou v roce 2012. V poděkování za svou básnickou knihu z roku 2021 Some Things I Still Cant Tell You Collins uvedl, že se s manželkou rozešli. V roce 2022 byl dokončen Collinsův rozvod s Vantochovou.
Misha se angažuje v charitě, je spoluzakladatelem neziskové organizace The Random Acts. V rámci této organizace například několikrát odletěl s dobrovolníky na Haiti a pomáhal stavět nové domy.
Misha je také držitelem Guinnessova rekordu za největší organizovaný "lov" (GISHWHES) - hru, kde mají týmy z celého světa sbírat body za určité úkoly.
Roku 2021 vydal knihu se svými básněmi Some things I still can't tell you, se kterou se vyšplhal mezi nejprodávanější autory na žebříčku New York Times.

## Filmografie
| Rok       | Název                            | Role                                                     | Poznámka |
| --------- | -------------------------------- | -------------------------------------------------------- | --- |
| 1998      | Legacy                           | Andrew                                                   | díl: „The Big Fix“                                                                                                   |
| 1999      | Nespoutaná volnost               | chlapec                                                  | bez uvedení v titulkách                                                                                              |
| 1999      | Narušení                         | Tony                                                     | |
| 1999      | Čarodějky                        | Eric Bragg                                               | díl: „Jsou všude“ |
| 2000      | Policie New York                 | Blake DeWitt                                             | díl: „Vítejte v New Yorku“                                                                                           |
| 2001      | Sedm dní                         | Sergei Chubais                                           | díl: „Born in the USSR“                                                                                              |
| 2002      | 24 hodin                         | Alexis Drazen                                            | 7 dílů |
| 2002      | Par 6                            | Al Hegelman                                              | |
| 2003      | Moving Alan                      | Tony Derrick                                             | |
| 2003      | Finding Home                     | Dave                                                     | |
| 2004      | The Crux                         | oběšenec                                                 | |
| 2005      | 20 Things to Do Before You're 30 | Unknow role                                              | TV film |
| 2005      | Kriminálka Las Vegas             | Vlad                                                     | díl: „Matrjoška“ |
| 2005–2006 | Pohotovost                       | Bret                                                     | 3 díly |
| 2006      | Námořní vyšetřovací služba       | Justin Ferris                                            | díl: „Z kola ven“ |
| 2006      | Můj přítel Monk                  | Michael Karapov                                          | díl: „Pan Monk a kapitánovo manželství“                                                                              |
| 2006      | Zločiny ze sousedství            | Todd Monroe                                              | díl: „Něco na té Martě je“                                                                                           |
| 2006      | Bestie Karla                     | Paul Bernardo                                            | |
| 2007      | Beze stopy                       | Chester Lake                                             | díl: „Na útěku“ |
| 2007      | Kriminálka New York              | Morton Brite                                             | díl: „Posloucháš mě?“                                                                                                |
| 2007      | Reinventing the Wheelers         | Joey Wheeler                                             | pilotní díl |
| 2008      | Jen přes její mrtvolu            | Brian                                                    | |
| 2008      | Loot                             | producent                                                | |
| 2008      | The Grift                        | Buster                                                   | |
| 2008–2020 | Lovci duchů                      | Castiel/Jimmy Novak/Lucifer/Leviathan/sám sebe/prázdnota | vedlejší role (4. a 8. řada), hlavní role (5.–6. řada a 9.řada–současnost), host (7. a 8. řada), režisér (díl: 9.17) |
| 2009      | Plastická chirurgie s. r. o.     | Manny Skerritt                                           | díl: „Manny Skerritt“                                                                                                |
| 2010      | Stonehenge apokalypsa            | Jacob                                                    | TV film |
| 2011      | Divine: The Series               | otec Christopher                                         | internetový seriál                                                                                                   |
| 2012      | Nebezpečná identita              | Dylan                                                    | díl: „Šlapka si tolik nevydělá“                                                                                      |
| 2014      | Whose Line Is It Anyway?         | Sám sebe                                                 | |
| 2017      | Timeless                         | Eliot Ness                                               | díl: „Public Enemy No. 1“                                                                                            |
| 2021-     | Roadfood                         | sám sebe                                                 | |